# Sorbus zahlbruckneri
Sorbus zahlbruckneri är en rosväxtart som beskrevs av Camillo Karl Schneider. Sorbus zahlbruckneri ingår i släktet oxlar, och familjen rosväxter. Inga underarter finns listade i Catalogue of Life.